# Святополк-Четвертинські

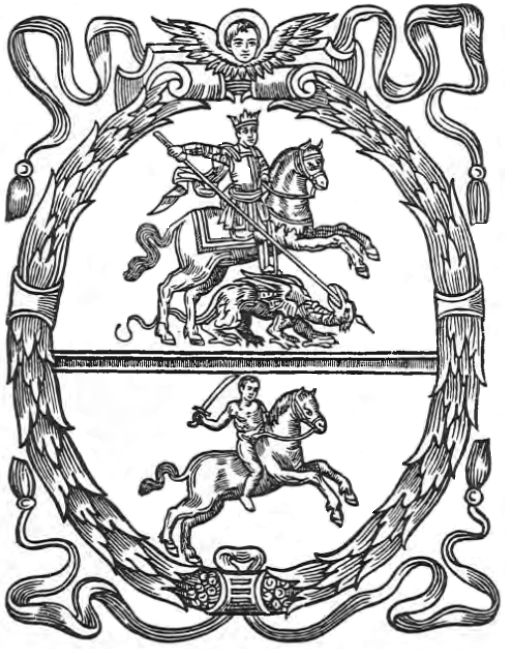
Герб князів з «Бесід св. Івана Золотоустого» 1623 pоку

Святополк-Четвертинські, або Четвертинські — руський (український) князівський рід, що походив від Турово-Пінських або Волинських (удільних) Рюриковичів, відомий з кінця 14 століття (кн. Олександр Четвертинський, 1388).

## Історія
У 15 — 16 столітті відокремилися 2 лінії роду Святополк-Четвертинських: на Старій Четвертні й на Новій Четвертні. У 16 ст. Святополк-Четвертинські володіли великими маєтками в Україні (Волинь, Брацлавщина) та у Білорусі. Згодом деякі їх гілки прийняли католицьку віру, але більшість і перед тим, і пізніше залишалася православними й ревними оборонцями прав православної церкви, а дехто був високим її достойникам, зокрема Гедеон. Святополк-Четвертинські заснували чоловічий і жіночий монастирі та друкарню у Старій Четвертні й монастир у Новій Четвертні.

## Відомі представники

### У XV-XVI Столітті
- Князь Олександр Четвертинський, † бл. 1450
  - A1. Князь Іван, 1446
  - A2. Князь Юрій
  - A3. Князь Михайло, його нащадки — родина Сокольських
    - B1. Князь Федір, 1488
      - C1. Князь Василь, дворянин королівський, 1502
        - D1. Князь Данило, 1539
        - D2. Князь Матвій, дворянин королівський, 1548; 1-й шлюб: Марухна Лагодовська; 2-й шлюб: Євдоксія Вагановська
          - E1. [1-й шлюб] Князь Януш, (пом. 1570), син Матвія Васильовича, дружина — Богдана Василівна Семашко; без нащадків
          - E2. [2-й шлюб] Княгиня Анна, † бл. 1581; дружина князя Януша Збаразького († 1608)

      - C2. Князь Семен
      - C3. Князь Федір; одр. з Оленою Хрептовичівною (1529)
        - D1. Князь Михайло, 1542
        - D2. Князь Іван; одр. з Мариною Киселицею (1560)
          - E1. Князь Петро
          - E2. Князь Теодор
          - E3. Князь Дмитро
          - E4. Князь Остафій (Євстафій), 1570; нащадки — див. ТУТ

        - D3. Князь Василь, 1542
        - D4. Княгиня Огреня
        - D5. Княгиня Богдана; одр. з Войною, князем Воронецьким

      - C4. Княгиня Богдана; одр. з Іваном Андрійовичем, підскарбієм дворським (1528)
      - C5. Князь Андрій, 1528; одр. з Мариною Свищовською
        - D1. Князь Василь, 1560
        - D2. Князь Лев, 1560
        - D3. Князь Яків, лісничий пінський; одр. з Ганною Горайнівною (1570)
          - E1. Княгиня Маруша; одр. з N Рогозинським
          - E2. Княгиня Магдалена; одр. з N Яревським
          - E3. Княгиня Катерина; одр. з N Злобіною
          - E4. Княгиня Євдоксія; одр. з N Ордзіним
          - E5. Княгиня Настася; одр. з N Хриницьким
          - E6. Княгиня Зофія; одр. з N Прошицьким

        - D4. Князь Яцек, 1569
          - E1. Князь Стефан, підкоморій брацлавський, 1625; 1-й шлюб: Анна Бокіївна; 2-й шлюб: Анна Микулинська; 3-й шлюб: Катерина з Лешнєва
          - E2. Князь Федір; одр. з Марушею Микулинською (1630)
          - E3. Княгиня Анна; одр. з N Страдомським

    - B2. Князь Юрій
      - C1. Князь Вацлав
      - C2. Княгиня Ганна; одр. з N Оношком
      - C3. Княгиня Федка; одр. з Богданом Хрептовичем

    - B3. Князь Михайло Михайлович Четвертинський на Соколі
      - C1. Князь Василь Сокольський († 1528); NN Василівна Хребтовичівна, внучка Пашка Дахновича
        - D1. Князь Андрій Васильович Сокольський (1528, † 1528/1541)
        - D2. Князь Юрій Васильович Сокольський (1554,1559)
        - D3. Князь Максим Васильович Сокольський з Хлопнева (1541, † бл.1580);  одр. з Олександрою-Іриною
          - E1. Князь Василь Максимович Сокольський († після 1583)
          - E2. Княжна Марина Максимівна Сокольська; одр. з Матвієм Лонцьким
          - E3. Княжна Софія Максимівна Сокольська; одр. з Балцером Мартишевским

        - D4. Князь Остафія Васильович Сокольський († бл.1579); одр. з княгинею Опранією Федорівною з Борятинських
        - D5. Княжна Марія Василівна Сокольська († після 1546); одр. з Іриком Лукавським

      - C2. Князь Солтан Сокольський (1509, † 1544); Волинський хорунжий (бл. 1529–1544 рр.); одр. з Оленою Коптовною
        - D1. Князь Василь Солтанович Сокольський († 1568); одр. з Анною Іванівною Монтовтівною
        - D2. Князь Марко Солтанович Сокольський († 1583); одр. з Магдаленою Яковицькою
          - E1. Князь Стефан (Софроній) Маркович Сокольський († після 1617)
          - E2. Княжна Варвара Марківна Сокольська; одр. зі Стефаном Воронецьким
          - E3. Княжна Олександра Марківна Сокольська; 1-й шлюб: Андрей Загоровский; 2-й шлюб: Криштоф Еловицький, волинський підстолій; 3-й шлюб: Криштоф Шимкович-Шкленський
          - E4. Княжна Марина Марківна Сокольська; одр. з Вацлавом Семашком з Добрятина
          - E5. Княжна Маруша Марківна Сокольська; одр. з Миколаєм Ярмолинским
          - E6. Княжна Богдана-Богумила Марківна Сокольська; одр. з Станіславом Корчминским
          - E7. Княжна Ганна Марківна Сокольська; одр. зі Стефаном Воронецьким

        - D3. Княжна Ганна Солтанівна Сокольська († після 1585); одр. з Василем Борзобогатим-Красенським
        - D4. Княжна Олена Солтанівна Сокольська († після 1569); одр. з князем Іваном Романовичем Друцким-Любецким

      - C3. Князь Юрій Сокольський († 1528, бл.1538)

  - B1. Князь Олександр
  - B2. Князь Юрій, в 1502 році володимирський староста
  - B3. Князь Федір, в 1492 році брацлавський намісник, в 1494 році Звенигородський намісник
  - В4. Кяжна N Сокольська у шлюбі з Матвієм Митьковичем Скуйбедою Угриновським
    - N. Федорівна — дружина Андрія Івановича Лукомського князя Мелешковицького, бабуся Філона Семеновича Кміти-Чорнобильського.

### Гілка Старої Четвертні
Відоміші Святополк-Четвертинські з лінії на Старій Четвертні, сини
- князь Остафій, син Андрія Федоровича, і Марини Кисіль
  - князь Григорій Остафійович (пом. 1651) — підкоморій луцький (1647), брав участь у різних церковних справах, зокрема, у виборах митрополита Петра Могили (1632) й Сильвестра Косова (1647).
    - князь Захарій — староста ратиборський, підсудок луцький, дружина — Регіна Хреницька.
      - князь Григорій (у чернецтві Гедеон) був єпископом луцьким і Митрополитом київським. Двоюрідний брат Григорія-Гедеона — Сергій (Стефан, у чернецтві Сильвестр) — був єпископом могилівським і білоруським (1705—1727).
      - князь Андрій Святополк-Четвертинський — брат Григорія-Гедеона, ротмістр козацької корогви Великого Князівства Руського (1660). Сини Андрія — Юрій і Януш Святополк-Четвертинські пов'язали свою долю з Гетьманщиною.
        - князь Юрій Андрійович (пом. між 1717 і 1722) — зять колишнього гетьмана Івана Самойловича, московський стольник, належав до противників гетьмана Івана Мазепи, хоч дістав від нього маєтки у Гетьманщині. Завдяки шлюбам своїх дочок він поріднився з Миклашевськими, Скоропадськими й Кондратьєвими (сумський старшинський рід).
        - князь Іван (Януш) Андрійович (пом. 1728) — полковник російської служби, був одружений з Анною Василівною Кочубей — дочкою генерального судді Василя, яка у першому подружжі була за небожем Івана Мазепи — полковником ніжинським Іваном Обидовським.

    - князь Вацлав
      - князь Стефан (пом. 1728)
      - князь Гаврило (Ґабріель, пом. 1740), дружина — Брацлавська каштелянка Барбара Стемпковска
        - князь Михайло — адміністратор Острозької ординації.
        - князь Владислав
          - князь Михайло Олександр (19.9.1741—7.7.1796) — найстарший син, хорунжий полку гвардії ВКЛ, в 1768 фліґель-ад'ютант короля, потім ротмістр народової кавалерії, житомирський староста[1]
          - князь Феліціян Святополк-Четвертинський — Чернігівський каштелян, син Владислава, внук Вацлава, правнук Остафія

        - князь Олександр — барський конфедерат
        - князь Святослав
          - князь Марцін (Мартин), дружина — Малґожата Лєдуховська
            - князь Януш-Юзеф (1805, Плоска, Острозький повіт — 1837, Тарбес, Піренеї) — учасник польського повстання 1831 року.

### Гілка Нової Четвертні
Визначнішими представниками лінії Святополк-Четвертинських на Новій Четвертні були:
- князь Яцько, син Андрія, брат Остафія
  - князь Степан Святополк-Четвертинський (народився близько 1575 — помер 1655) — підкоморій Брацлавський, учасник відновлення православної ієрархії 1620 року, один з чільних репрезентантів української православної шляхти, що визнала зверхність Війська Запорозького. Його сини:
    - князь Ілля (пом. 1640/1641) — ротмістр кварцяного війська, воював у 1620—1630-х років проти козацьких повстанців;
    - князь Микола (пом. 1659) — свояк гетьмана Івана Виговського, був каштеляном Мінським
      - князь Миколай Адам, дружина — Констанція Косаківська
        - Стефан, дружина — Софія Пепловська
          - Феліціан Стефан (пом. 1756). староста дуніжевський
            - князь Януш Томаш (1743—15.9.1813) — королівський шамбелян (камергер), Чернігівський каштелян 1785—1792
              - Димітр (Дмитро) — польський освітній та громадський діяч, тісно співпрацював з Тадеушем Чацьким.

    - Януш (пом. Тульчин, 1648), дружина — Софія Чурило, донька Миколая
    - Стефан
      - Констанція — дружина Юзефа Вижицького, певно, мати кс. Миколая Міхала[pl]

Протягом 18 ст. князі Святополк-Четвертинські з цієї лінії обіймали уряди каштелянів і підкоморіїв в Україні й Білорусі. Зокрема, князь Олександр — підкоморій брацлавський († 1769), був видатним діячем Барської конфедерації. Ця гілка князів Святополк-Четвертинських, які стали католиками наприкінці 17 — на початку 18 ст., володіла великими маєтками на Волині й Поділлі до 20 століття.

### ХХІ століття
Володимир князь Святополк-Четвертинський (1837-1918)
- Северин Францішек Святополк-Четвертинський (Варшава 18 квітня 1873 – Единбург 19 червня 1945), депутат російської Думи 1906, польського Сейму 1919–1935), в’язень концтаборів Бухенвальд і Освенцим.
- Софія княгиня Святополк-Четвертинська (1875-1937); вийшла заміж у 1897 році за Владислава графа Замойського.
- Людвіг князь Святополк-Четвертинський (Варшава 12 січня 1877 - Освенцім 3 травня 1941). У 1906 році одружився в Римі з княжною Розою Радзивіл (1884-1949). Загинув у концтаборі Аушвіц у Польщі.
  - Андрій Святополк-Четвертинський (1911-1939). Розстріляний совєтами разом із дружиною близько 20 вересня 1939 року в Скідельському лісі.
  - Георг (Єжи) Святополк-Четвертинський (1907-1977); одружився з графинею Розою Золтовською (1909-1997). З 1939 по 1946 рік перебував у німецьких і російських тюрмах чи концтаборах.
    - Михайло Святополк-Четвертинський (Варшава, 1938), бельгійський дипломат у Бангладеш, Нігерії, Бразилії, Лівані та Португалії.
      - Олександр Володимир Святополк-Четвертинський (27 грудня 1975), кінорежисер. Він одружився з Крістін Рене Гаррінгтон.
      - Костянтин Святополк-Четвертинський (20 лютого 1978), фотограф. 2012 року одружився з принцесою Паолою Марією Сапігою-Розанською (Лондон, 27 квітня 1983 р.), донькою князя Сапіги-Розанського та принцеси Христини Бурбон-Браганзькою, правнучки імператора Петра II Бразильського.

## Четвертинські в літературі
- Аскольд Четвертинський — головний герой романів Костянтина Матвієнка «Час настав», «Гроза над Славутичем», «Багряні крила», «Добрий шлях»